# Испаривач
Евапоратор или испаривач је апаратура направљена са сврхом да материју у течном стању пертвори у гасовити облик. У њој обично течност загрева и на тај начин додавањем топлоте претвара је у пару, чиме се врши поступак обрнут од поступка који се дешава у кондензатору. У испаривачу се врши процес измене топлоте, при чему један медијум испарава, тј мења своје агрегатно стање. Највећи број испаривача испарава воду као медијум, а поред водених испаривача важно место имају испаривачи расхладних и клима уређаја.

## Начини рада
Вода се може одвајати из отопина осим испаравањем и на друге начине, као што су осмоза, тј мембрански процес, кристализација, хемијским путем и др. 
Испаравање се разликује од осталих процеса јер је остатак после испаравања згуснута течност а не чврста супстанца. У испаравању, топлота је главни алат којим се процес одвија и надгледа, а поступак испаравања се може одвијати при различитим притиском и температуром.
Топлота је потребна да се молекули воде (растварача) одвоје из раствора и да крену у околни ваздух. При конструисању испаривача, треба водити рачуна о стварним потребама система, његовој изведби, стању и могућим загађивачима, а површина размене топлоте се уопштено рачуна по следећој формули:
К = К ◦ А ◦ (Т1-Т2 )
Где је
К = укупни коефицијент прелаза топлоте
А = површина размене топлоте
К = количина предатог топлоте

## Верзије испаривача
Испаривач може бити изведен на више начина, тако да му је задатак да згушњава неку отопину и да се такав раствор даље користи или да из раствора одвоји растварач које се даље употребљава. У првом случају, растварач се одводи из испаривача и одстрањује се из циклуса, а у другом случају се растварач води на одвајач капљица, а затим или у резервоар или у кондензатор, где се кондензује и тако даље употребљава. Код неких система се проток раствора кроз испаривач изводи сисаљка ма, а вакуум се постиже вакуум-пумпама.

## Употреба
Евапоратори данас имају разноврсну примену. врло је раширен у индустрији намирница, где служи за припремање намирница, а такође и за термичку обраду намирница након паковања чиме се повећава рок трајања намирница. У хемијској индустрији, медицини, па чак иу канализационим системима можемо наћи разне врсте и типове испаривача.

## Такође види
- Кондензатор
- Размењивач топлоте
- Расхладни уређаји
- Бродски расхладници
- Коефицијент прелаза топлоте